# Мостовский (Волгоградская область)
Мостовский — хутор в Серафимовичском районе Волгоградской области.
Входит в состав Трясиновского сельского поселения.

## География

### Улицы
- ул. Луговая
- ул. Подгорная
- ул. Родниковская
- ул. Центральная

## Население
| 2010 |
| ---- |
| 97   |